# Prêmio Guarani de Cinema Brasileiro 2010
O Prêmio Guarani de Cinema Brasileiro de 2010 é a décima quinta edição do Prêmio Guarani, organizada pela Academia Guarani de Cinema. Os indicados passaram por uma criteriosa avaliação de críticos de cinema de todas as regiões do Brasil, que elegeram cinco finalistas que se destacaram no cinema durante o ano de 2009 nas 19 categorias da premiação.

## Vencedores e indicados
Os vencedores estão em negrito, de acordo com o site Papo de Cinema:
| Melhor Filme | Melhor Direção |
| --- | --- |
| - A Festa da Menina Morta – Vânia Catani - À Deriva – Fernando Meirelles, Andréa Barata Ribeiro, Bel Berlinck - No Meu Lugar – Mauricio Andrade Ramos, Walter Salles - Se Nada Mais Der Certo – Ronaldo D’Oxum, José Eduardo Belmonte, Abdon Bucar, Thalita Bucar - Simonal: Ninguém Sabe o Duro que Dei – Lorena Bondarovsky, Micael Langer, Calvito Leal, Claudio Manoel, Carlos Paiva | - Matheus Nachtergaele – A Festa da Menina Morta - Aluízio Abranches – Do Começo ao Fim - Anna Muylaert – É Proibido Fumar - Chaim Litewski – Cidadão Boilesen - José Eduardo Belmonte – Se Nada Mais Der Certo |
| Melhor Atriz | Melhor Ator |
| - Glória Pires – É Proibido Fumar como Baby - Andréa Beltrão – Verônica como Verônica - Débora Bloch –À Deriva como Clarice - Lília Cabral – Divã como Mercedes Cunha Ribeiro - Silvia Lourenço – Quanto Dura o Amor? como Marina | - Daniel de Oliveira – A Festa da Menina Morta como Santinho - Cauã Reymond – Se Nada Mais Der Certo como Léo - Júlio Andrade – Hotel Atlântico como Alberto - Selton Mello – Jean Charles como Jean Charles de Menezes - Tony Ramos – Tempos de Paz como Segismundo                                                                                        |
| Melhor Atriz Coadjuvante | Melhor Ator Coadjuvante |
| - Cássia Kis Magro – A Festa da Menina Morta como Mãe - Denise Weinberg – Salve Geral como Ruiva - Fernanda Torres – A Mulher Invisível como Lúcia - Júlia Lemmertz – Do Começo ao Fim como Julieta Paz - Mariana Ximenes – Hotel Atlântico como Diana | - Jackson Antunes – A Festa da Menina Morta como Pai - Dan Stulbach – Tempos de Paz como Clausewitz - Eucir de Souza – Salve Geral como Chico - João Miguel – Hotel Atlântico como Sebastião - Luís Miranda – Jean Charles como Alex |
| Melhor Roteiro Original | Melhor Roteiro Adaptado |
| - À Deriva – Heitor Dhalia - O Contador de Histórias – Maurício Arruda, José Roberto Torero, Mariana Veríssimo e Luiz Villaça - A Festa da Menina Morta – Matheus Nachtergaele e Hilton Lacerda - Quanto Dura o Amor? – Roberto Moreira e Anna Muylaert - Se Nada Mais Der Certo – José Eduardo Belmonte e Luis Carlos Pacca                                                             | - Hotel Atlântico – Suzana Amaral, baseado na obra de João Gilberto Noll - Besouro – Patrícia Andrade, baseado na obra de Marco Carvalho - Budapeste – Rita Buzzar, baseado no livro de Chico Buarque - Divã – Marcelo Saback, baseado no livro de Martha Medeiros - Manhã Transfigurada – Marcelo Esteves, baseado na obra de Luiz Antonio de Assis Brasil |
| Melhor Fotografia | Melhor Direção de Arte |
| - A Festa da Menina Morta – Lula Carvalho - À Deriva – Ricardo Della Rosa - Besouro – Enrique Chediak - Deserto Feliz – Paulo Jacinto dos Reis - Se Nada Mais Der Certo – André Lavenére | - É Proibido Fumar – Ana Mara Abreu - Besouro – Cláudio Amaral Peixoto - Budapeste – Marcos Flaksman - Manhã Transfigurada – Cezare Barichello - Salve Geral – Vera Hamburger |
| Melhor Figurino | Melhor Maquiagem |
| - É Proibido Fumar – Mariza Guimarães - Besouro – Bia Salgado - O Contador de Histórias – Cássio Brasil - Manhã Transfigurada – Luciano Santos - Tempos de Paz – Marília Carneiro | - A Festa da Menina Morta – Marcos Freire - Besouro – Martín Macias Trujillo - Jean Charles – Gemma Hodgetts - Salve Geral – Juliana Mendonça e Martín Macias Trujillo - Tempos de Paz – Rose Verçosa |
| Melhor Edição | Melhor Efeito Visual |
| - A Festa da Menina Morta – Karen Harley e Cao Guimarães - À Deriva – Gustavo Giani - Besouro – Gustavo Giani - Cidadão Boilesen – Pedro Asbeg - Simonal: Ninguém Sabe o Duro que Dei – Pedro Duran e Karen Akerman | - Besouro – Marcelo Siqueira - Budapeste – Nills Bonetti e Rogério Marinho - O Menino da Porteira – Adenilson Muri e Valdo Caetano - A Mulher Invisível – Sergio Farjalla Jr - Salve Geral – Marcelo Siqueira e Robson Sartori |
| Melhor Som | Melhor Trilha Sonora |
| - Besouro – José Louzeiro - A Festa da Menina Morta – Paulo Ricardo - Salve Geral – Márcio Câmara - Surf Adventures 2 – Yan Saldanha e George Saldanha - Verônica – Toninho Muricy | - É Proibido Fumar – Marcio Nigro - À Deriva – Antonio Pinto - Besouro – Pupillo, Tejo Damasceno e Rica Amabis - Do Começo ao Fim – André Abujamra - Salve Geral – Miguel Briamonte |
| Melhor Documentário | Revelação do Ano |
| - Cidadão Boilesen – Pedro Asbeg e Chaim Litewski - Alô, Alô, Terezinha! – Daniel Maia e Paloma Piragibe - Loki: Arnaldo Baptista – André Saddy - Moscou – Carol Benevides - Simonal: Ninguém Sabe o Duro que Dei – Lorena Bondarovsky, Micael Langer, Calvito Leal, Claudio Manoel, Carlos Paiva                                                                                        | - Caroline Abras – Se Nada Mais Der Certo como Marcin - Eduardo Valente – diretor, por No Meu Lugar - João Gabriel Vasconcellos – Do Começo ao Fim como Francisco Paz de Toledo - Laura Neiva – À Deriva como Filipa - Maria Clara Spinelli – Quanto Dura o Amor? como Suzana                                                                               |
| Melhor Filme Estrangeiro | Melhor Elenco |
| - Bastardos Inglórios (Estados Unidos) - A Teta Assustada (Peru) - Anticristo (Dinamarca) - Entre os Muros da Escola (França) - Gigante (Uruguai) | - A Festa da Menina Morta – Vânia Catani - Deserto Feliz – Paulo Caldas e Germano Coelho Filho - É Proibido Fumar – Patrícia Faria - Quanto Dura o Amor? – Paula Pretta - Se Nada Mais Der Certo – José Eduardo Belmonte e Le Brasil |